# Cividate Camuno
Cividate Camuno est une commune italienne de la province de Brescia, dans la région Lombardie.

## Culture
- Musée national du Valcamonica

## Administration
| Période                                  | Période | Identité | Étiquette | Qualité |
| ---------------------------------------- | ------- | -------- | --------- | ------- |
|                                          |         |          |           |         |
| Les données manquantes sont à compléter. |         |          |           |         |

### Communes limitrophes
Berzo Inferiore, Bienno, Breno (Italie), Esine, Malegno, Ossimo, Piancogno

## Personnalités liées à la commune
- Giuseppe Tovini (1841-1897), banquier italien, béatifié en 1998 par Jean-Paul II.